# IC 2654
IC 2654 је спирална галаксија у сазвјежђу Лав која се налази на листи објеката дубоког неба у Индекс каталогу.
Деклинација објекта је + 12° 30' 0" а ректасцензија 11h 15m 2,9s. Привидна величина (магнитуда) објекта IC 2654 износи 15,2 а фотографска магнитуда 16,0.